# ザ マスカッツ〜ハリウッドからこんにちは〜
『ザ マスカッツ〜ハリウッドからこんにちは〜』は、初代・ 恵比寿マスカッツの1枚目のアルバム。

## 概要
初回限定盤はDVD付き。通常盤は初回限定盤には収録されていないコントが収録されている。

## 収録曲

### 初回限定盤
1. バナナ・マンゴー・ハイスクール
2. かわいい甲子園
3. スプリングホリデー
4. 霊感少女A
5. ヘラクレス〜哀愁のパンサアゲイン〜 / ヘラクレス
6. チヨコレイト
7. OECURA MAMBO
8. 口ゲンカしないで♪
9. プルカワYES / プルカワ[2:40]
10. 私マンボー
11. 真夜中の2時恵比寿 / 恵比寿ロータリー姉妹
12. 12の34で泣いて with 涙四姉妹

#### DVD
ビデオクリップ集
1. バナナ・マンゴー・ハイスクール
2. OECURA MAMBO
3. 私マンボー
4. チヨコレイト
5. かわいい甲子園
6. スプリングホリデー

### 通常盤
1. SHOW〜開演5分前の楽屋 [2:44]
2. バナナ・マンゴー・ハイスクール [3:37]
3. かわいい甲子園 [5:08]
4. スプリングホリデー [4:28]
5. SHOW〜FM‐J織井さん [1:01]
6. 霊感少女A(川村えな) [4:09]
7. ヘラクレス〜哀愁のパンサアゲイン〜 / ヘラクレス(小川あさ美、麻美ゆま、安藤あいか、希志あいの、山中絢子) [4:10]
8. SHOW〜すてきなアルバム紹介 / かすみりさ編 [2:23]
9. チヨコレイト [4:25]
10. SHOW〜すてきなアルバム紹介 / かすみ果穂編 [2:13]
11. OECURA MAMBO [3:48]
12. 口ゲンカしないで♪ [4:43]
13. SHOW〜プルカワ漫才 [1:38]
14. プルカワYES / プルカワ(瑠川リナ、桜木凛) [2:39]
15. SHOW〜アッキーのバスタイム [0:59]
16. 私マンボー [4:19]
17. SHOW〜恵比寿ロータリー姉妹リサイタル [2:03]
18. 真夜中の2時恵比寿 / 恵比寿ロータリー姉妹(麻美ゆま、Rio) [5:19]
19. SHOW〜終演5分後の楽屋 [0:50]
20. 12の34で泣いて with 涙四姉妹 [4:34]